# Zeltweg
Zeltweg ist eine österreichische Stadtgemeinde mit 6993 Einwohnern (Stand 1. Jänner 2025) im oberen Murtal in der Steiermark im Bezirk Murtal (Gerichtsbezirk Judenburg).

## Geografie

### Geografische Lage
Die Gemeinde Zeltweg befindet sich im Aichfeld auf 659 m ü. A. Der größte Fluss ist die Mur.

### Gemeindegliederung
Das Gemeindegebiet umfasst folgende fünf Ortschaften (in Klammern Einwohnerzahl), Gesamt: 6993 (1. Jänner 2025)
- Farrach (1219)
- Neufisching (303)
- Neuzeltweg (666)
- Pfaffendorf (526)
- Zeltweg (4279)

Die Gemeinde besteht aus zwei Katastralgemeinden (Fläche Stand 2015):
- Farrach (451,73 ha)
- Zeltweg (418,63 ha)

### Eingemeindungen
1874 wurden die Katastralgemeinden Zeltweg und Farrach von der Gemeinde Fohnsdorf abgetrennt und zur neu geschaffenen Gemeinde Zeltweg vereinigt. Der erste Bürgermeister war Heinrich Dillinger.

### Klima
|                       | Jan  | Feb  | Mär  | Apr  | Mai  | Jun   | Jul   | Aug   | Sep  | Okt  | Nov  | Dez  |   |       |
| Mittl. Tagesmax. (°C) | 0,8  | 4,2  | 9,3  | 13,4 | 18,6 | 21,7  | 23,9  | 23,6  | 19,8 | 14,1 | 6,5  | 1,4  | ⌀ | 13,2  |
| Mittl. Tagesmin. (°C) | −9,2 | −6,7 | −2,4 | 1,1  | 5,7  | 9,1   | 10,9  | 10,7  | 7,1  | 2,5  | −2,8 | −7,0 | ⌀ | 1,6   |
|                       |      |      |      |      |      |       |       |       |      |      |      |      |   |       |
| Niederschlag (mm)     | 26,5 | 26,9 | 39,5 | 51,6 | 78,8 | 116,2 | 124,4 | 109,1 | 82,0 | 63,4 | 48,0 | 33,1 | Σ | 799,5 |

| −9,2 |

| −6,7 |

| −2,4 |

| 1,1 |

| 5,7 |

| 9,1 |

| 10,9 |

| 10,7 |

| 7,1 |

| 2,5 |

| −2,8 |

| −7,0 |

| −9,2 |

| −6,7 |

| −2,4 |

| 1,1 |

| 5,7 |

| 9,1 |

| 10,9 |

| 10,7 |

| 7,1 |

| 2,5 |

| −2,8 |

| −7,0 |

## Geschichte
Das früheste Schriftzeugnis ist von 1149 und lautet „Celcuic“. Der Name geht auf den slawischen Personennamen Sedlъkъ zurück. Bereits im 13. Jahrhundert bestanden einige Bauernhöfe im heutigen Zeltweg. Im 15. Jahrhundert hatte man jedoch mit Hungersnöten, Missernten und unheilbaren Krankheiten zu kämpfen. Ab 1569 ließ Erzherzog Karl II. die Murflößerei betreiben, die eine sehr bedeutende Rolle in der Geschichte Zeltwegs spielte. In den folgenden Jahrzehnten wurde Zeltweg größer und die Zuwanderung setzte ein.
Im 18. Jahrhundert sank die Einwohnerzahl wegen des Ausbaus der Verkehrswege wieder stark ab. 1848 entschloss sich der aus Schlesien stammende Graf Hugo Henckel von Donnersmarck, in der Umgebung ein Hüttenwerk zu errichten. Diese industrielle Revolution brachte auch für Zeltweg großen Aufschwung. 1868 wurde in Zeltweg der Bahnhof im Zuge der Rudolfsbahn eröffnet. Der Bahnhof wurde 1870 mit der Eröffnung der Fohnsdorfer Bahn zum Eisenbahnknotenpunkt; 1900 kam als weitere Strecke die Lavanttalbahn dazu.
Während des Zweiten Weltkriegs arbeiteten viele Zwangsarbeiter aus Frankreich, Italien (IMIs), aus der Sowjetunion, Polen und anderen Nationen in den „Hermann Göring Werken“, wie die VAE (VOEST-Alpine Eisenbahntechnik) damals genannt wurde. Als Freizeitgestaltung gingen sie zum Baden an die Mur. Die Italiener wurden gleich schlecht wie die Russen behandelt. In den Jahren 1944 und 1945 wurde Zeltweg mehrmals von britischen und amerikanischen Bombenflugzeugen bombardiert, was wohl auf die kriegswichtige Industrie und auf den Eisenbahnknotenpunkt zurückzuführen war. Zu Kriegsende wurde Zeltweg zuerst von den Russen und dann von den Briten besetzt.
Auf dem Fliegerhorst Zeltweg-Hinterstoisser fand 1963 der erste Große Preis von Österreich statt, der jedoch keinen Weltmeisterschaftsstatus hatte. Nur 1964 zählte das Rennen in Zeltweg zur Automobil-Weltmeisterschaft.
Mit 1. Jänner 1966 erfolgte die Stadterhebung von Zeltweg. Der Landtagsabgeordnete Josef Schlager hat das Anliegen im Dezember 1965 im Landtag vorgetragen. Das Stadterhebungsfest erfolgte am 18. September 1966 mit Bundespräsident Franz Jonas und Landeshauptmann Josef Krainer senior.
Am 4. November 2015 wurde der ehemalige Bürgermeister Kurt Haller (SPÖ) zu viereinhalb Jahren, ein ehemaliger Stadtamtsdirektor und ein Finanzstadtrat zu jeweils mehrmonatiger Haft verurteilt. Insgesamt sollen diese einen Schaden von mehr als 1,5 Mio. Euro verursacht haben, die Vorwürfe lauteten auf Untreue, Betrug und Amtsmissbrauch.

## Kultur und Sehenswürdigkeiten

### Bauwerke
- Katholische Pfarrkirche Zeltweg
- Evangelische Pfarrkirche Zeltweg

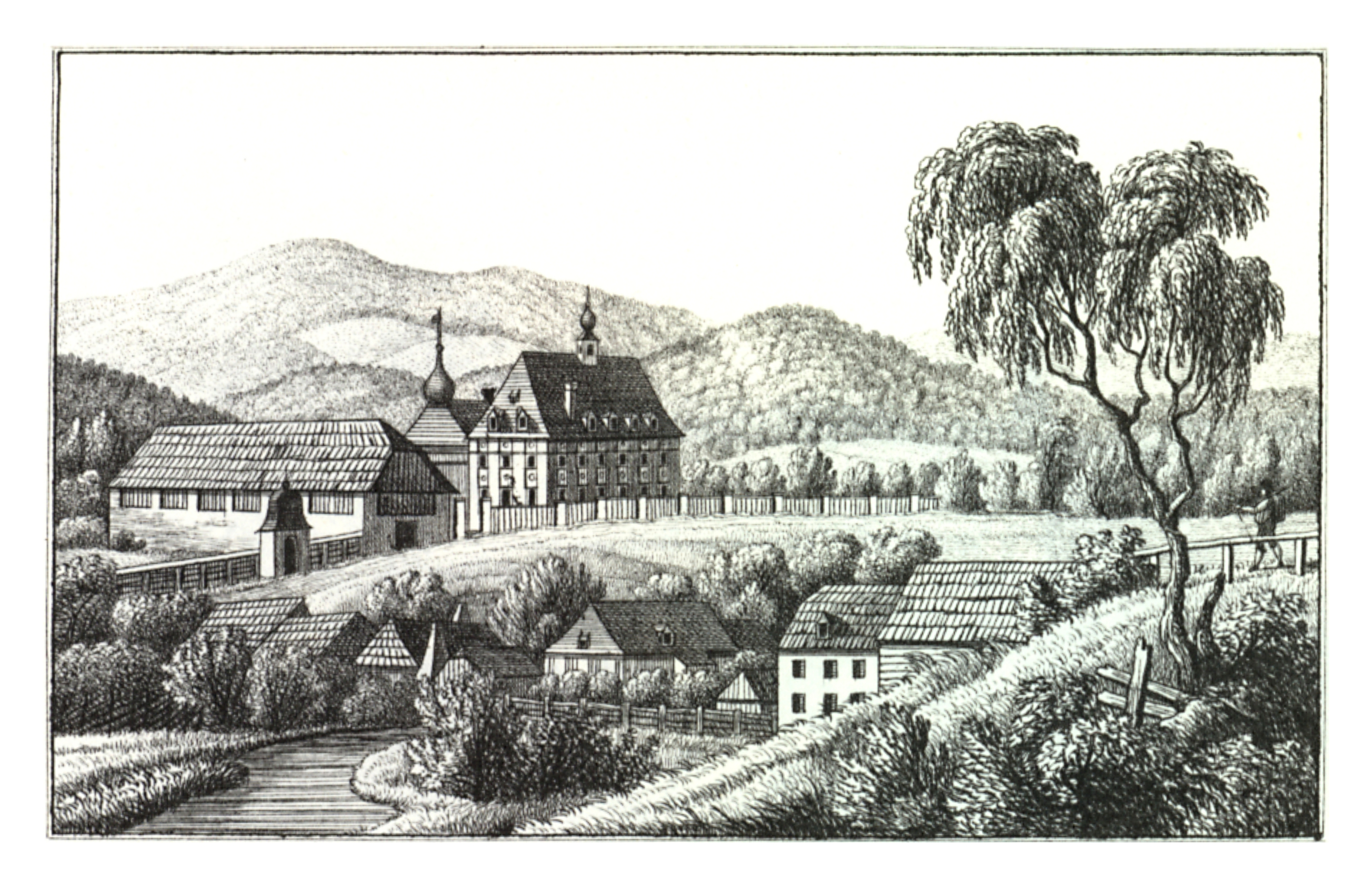
Schloss Farrach um 1820, Lith. J.F. Kaiser

- Schloss Farrach: 1670 bis 1680 wurde das Schloss Farrach durch Carl Friedrich von Teufenbach im Stile eines Italienischen Renaissanceschlosses errichtet. Das Schloss wurde im Inneren mit Stuckarbeiten versehen. Seit 1986 ist das Schloss im Besitz von Anton und Ingrid Hartleb, die das Schloss restauriert und zu einem Veranstaltungszentrum für Kunst und Kultur umfunktioniert haben. Des Weiteren beherbergt das Schloss mit der Schlosstaverne ein 3-Hauben Restaurant.

### Sport
- EV Zeltweg 2010 (Eishockey)
- FC Zeltweg (Fußball)
- X-Trim ASKÖ Zeltweg (Triathlon)

### Regelmäßige Veranstaltungen
Alle drei Jahre findet auf dem Fliegerhorst Hinterstoisser die „AirPower“ statt. Diese Flugschau zählt zu den größten ihrer Art in Europa und lockt mehr als 200.000 Besucher in zwei Tagen an.

## Wirtschaft und Infrastruktur

### Verkehr

Blick auf Zeltweg und Umgebung von Norden

Das Zentrum Zeltwegs war durch den LKW-Verkehr stark belastet, denn der Großteil des aus dem Raum Wolfsberg und Obdach kommenden Verkehrs (unter anderem Rundholz, Hackgut und Stückguttransporte) musste durch das Ortsgebiet geleitet werden. Aus diesem Grund wurde am 3. November 2004 eine Umfahrung eröffnet. Sie ist 4,5 km lang, hat 11 Mio. Euro gekostet und entlastet auch Judenburg und Fisching.
Der Bahnhof Zeltweg liegt an der Rudolfsbahn und ist Beginn der Fohnsdorfer Bahn und der Lavanttalbahn.

### Ansässige Unternehmen
Bedeutendster Wirtschaftszweig ist die Industrie (Maschinenbau, Verpackungsindustrie, Holzindustrie).
Die Gemeinde bildet gemeinsam mit mehreren umliegenden Gemeinden den „Tourismusverband Murtal“. Dessen Sitz ist in Spielberg.

### Öffentliche Einrichtungen
In Zeltweg liegt der größte Militärflugplatz Österreichs (Fliegerhorst Hinterstoisser), welcher 1937 erbaut wurde.

### Bildung
- Volksschule
- Mittelschule, zuvor Hauptschule (2002 aus den beiden bisherigen Hauptschulen zusammengelegt) bzw. Neue Mittelschule
- Höhere Technische Lehranstalt (HTBLA) für Maschinenbau und Bauwesen

## Politik
Der Gemeinderat hat 25 Mitglieder.
- Mit den Gemeinderatswahlen in der Steiermark 2000 hatte der Gemeinderat folgende Verteilung: 17 SPÖ, 4 ÖVP und 4 Grün Alternative Liste Zeltweg Johann Richter.
- Mit den Gemeinderatswahlen in der Steiermark 2005 hatte der Gemeinderat folgende Verteilung: 17 SPÖ, 4 Grün Alternative Liste Zeltweg Johann Richter, 3 ÖVP und 1 KPÖ.[9]
- Mit den Gemeinderatswahlen in der Steiermark 2010 hatte der Gemeinderat folgende Verteilung: 14 SPÖ, 6 ÖVP, 2 KPÖ, 2 FPÖ und 1 Bürgerliste Wir für Zeltweg.[10]
- Mit den Gemeinderatswahlen in der Steiermark 2015 hatte der Gemeinderat folgende Verteilung: 11 SPÖ, 6 ÖVP, 5 FPÖ, 2 KPÖ und 1 Grüne.[11]
- Mit den Gemeinderatswahlen in der Steiermark 2020 hat der Gemeinderat folgende Verteilung: 18 SPÖ, 3 ÖVP, 2 Grüne, 1 FPÖ und 1 KPÖ.[12]

### Bürgermeister
In Zeltweg wirkten folgende Bürgermeister:
- 1874–1878 Heinrich Dillinger
- 1878–1884 Georg Temmel
- 1884–1901 Karl Jungwirth
- 1901–1903 Josef Stanek
- 1903–1919 Josef Schuller
- 1919–1934 Julius Fasser
- 1934–1938 Hans Will
- 1938–1938 Franz Tarmann
- 1938–1945 Josef Tschernatsch
- 1945–1947 Josef Snieder
- 1947–1950 Johann Aichwalder
- 1950–1959 Ferdinand Samsinger (SPÖ)
- 1959–1971 Josef Linauer (SPÖ)
- 1971–1987 Josef Prommer (SPÖ)
- 1987–1997 Paul Dounik (SPÖ)
- 1998–2008 Kurt Leitner (SPÖ)
- 2008–2010 Kurt Haller (SPÖ)
- 2010–2019 Hermann Dullnig (SPÖ)
- seit 2019 Günter Reichhold (SPÖ)

### Wappen
|                                                                          | Blasonierung: „In einem von Grün und Silber gespaltenen Schild ein silbernes, fünfspeichiges Zahnrad im rechten und zwei schwarze Schrägrechtsbalken im linken Felde.“ |
| Die Verleihung des Gemeindewappens erfolgte mit Wirkung vom 1. Mai 1961. | |

## Persönlichkeiten

### Söhne und Töchter der Gemeinde
- Deni Alar (* 1990), Fußballspieler
- Franz Böhme (1885–1947), General der Gebirgstruppe
- Reinhard Gerer (1953–2023), Koch
- Stefan Haider (* 1972), Theologe und Kabarettist
- Bernd Jeschek (* 1949), Schauspieler, Regisseur, Drehbuchautor und Musiker
- Ludwig Krall (1888–1943), Widerstandskämpfer gegen den Nationalsozialismus
- Margit Kraker (* 1960), Präsidentin des Österreichischen Rechnungshofs
- Carmen Kreuzer (* 1973), Model; zur Ehrenbürgerin ernannt
- Gisela Laferl, verheiratete Wozniczak (1884–1968), Politikerin, Hotelfachfrau, Gründungsobfrau des 1911 gegründeten „Verbundes der weiblichen und männlichen Hausangestellten Österreichs“ „Einigkeit“.
- Thomas Mülner (* 1976), Musicaldarsteller
- Helga Pohl (1921–1963), österreichische Philologin und Schriftstellerin; lebte hier mit ihrem Mann, dem damaligen Direktor der Alpine Stahl AG, und der gemeinsamen Tochter
- Mario Schaden (* 1972), Eishockeyspieler und -trainer
- Friedrich Stadler (* 1951), Wissenschaftshistoriker und Universitätsprofessor
- Peter Umundum (* 1964), Informatiker und Vorstandsmitglied der Österreichischen Post AG
- Thomas Maier (* 1991), Abgeordneter zum Steiermärkischen Landtag